# جيتر كونيلي بريتشارد
جيتر كونيلي بريتشارد (بالإنجليزية: Jeter Connelly Pritchard)‏ (و. 1857 – 1921 م) هو سياسي، ومحامي، وقاضي من الولايات المتحدة الأمريكية . ولد في جونزبورو . تولى منصب عضو مجلس الشيوخ الأمريكي، وعضو مجلس نواب ولاية كارولينا الشمالية .
وهو عضو في الحزب الجمهوري .
توفي في آشفيل، كارولاينا الشمالية .